# Fobos-Grunt

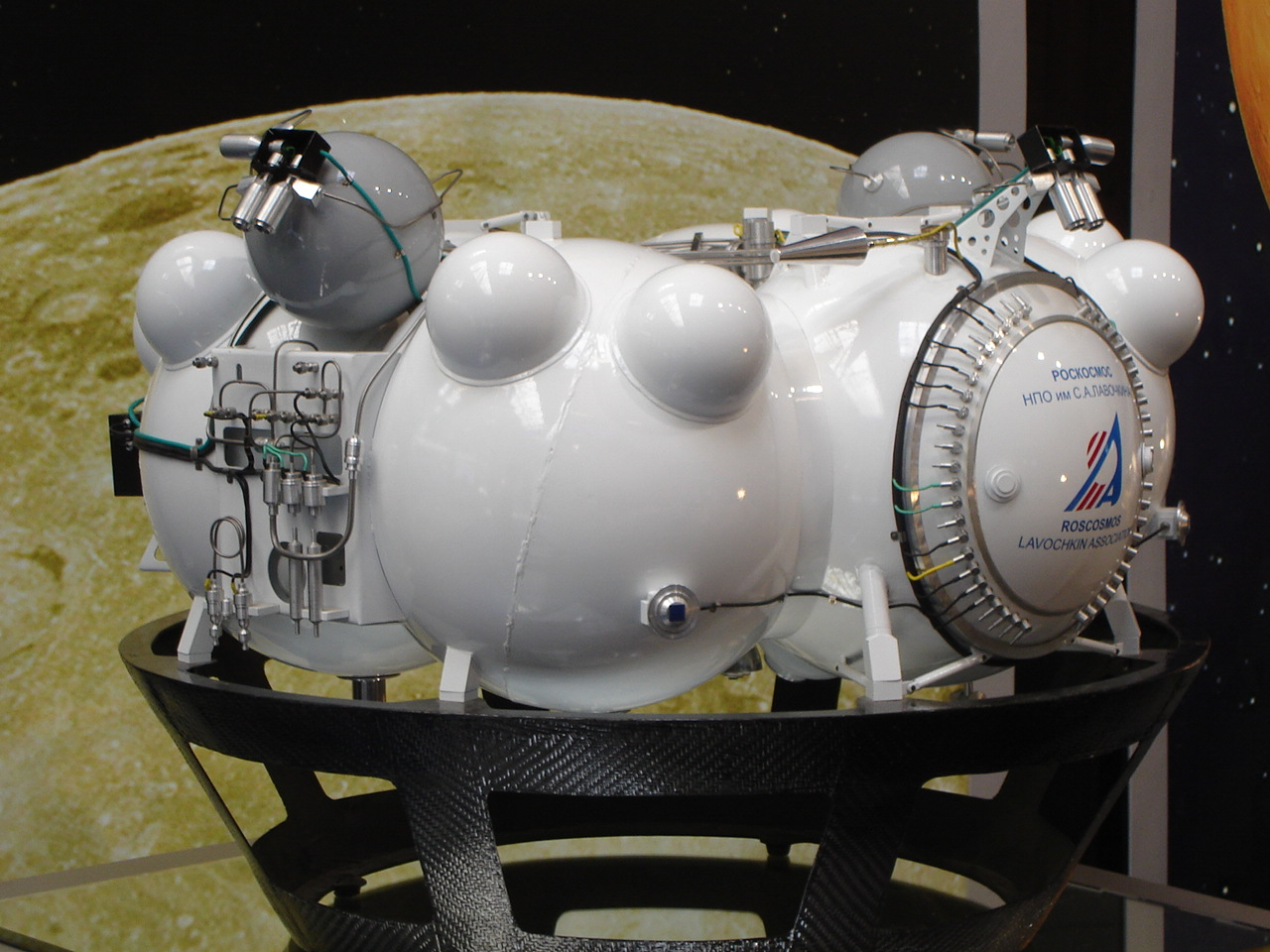
Modello della sezione di base di Fobos-Grunt esposto al Salone di Le Bourget nel 2007

Fobos-Grunt (Russo: Фобос-Грунт) è stata una missione spaziale dell'Agenzia Spaziale Russa che prevedeva il ritorno sulla Terra di campioni raccolti su Fobos, una dei due satelliti naturali marziani. Sarebbe stata la prima missione interplanetaria russa dal fallimento della Mars 96.
Il nome deriva da due semplici caratteristiche della missione: dalla destinazione, il satellite marziano Fobos, e dal campione di suolo da raccogliere e portare a Terra (Grunt, in questo contesto significa suolo).
Il programma della missione prevedeva inoltre l'esecuzione di osservazioni dettagliate di Marte e dell'ambiente circum-marziano, in particolare dell'andamento delle tempeste di sabbia, dell'atmosfera del pianeta, del quantitativo di radiazioni, di gas ionizzati e la percentuale di polveri presenti in orbita.
La missione è fallita il 15 gennaio 2012, con la caduta della sonda sull'oceano Pacifico.

## Obiettivi della missione

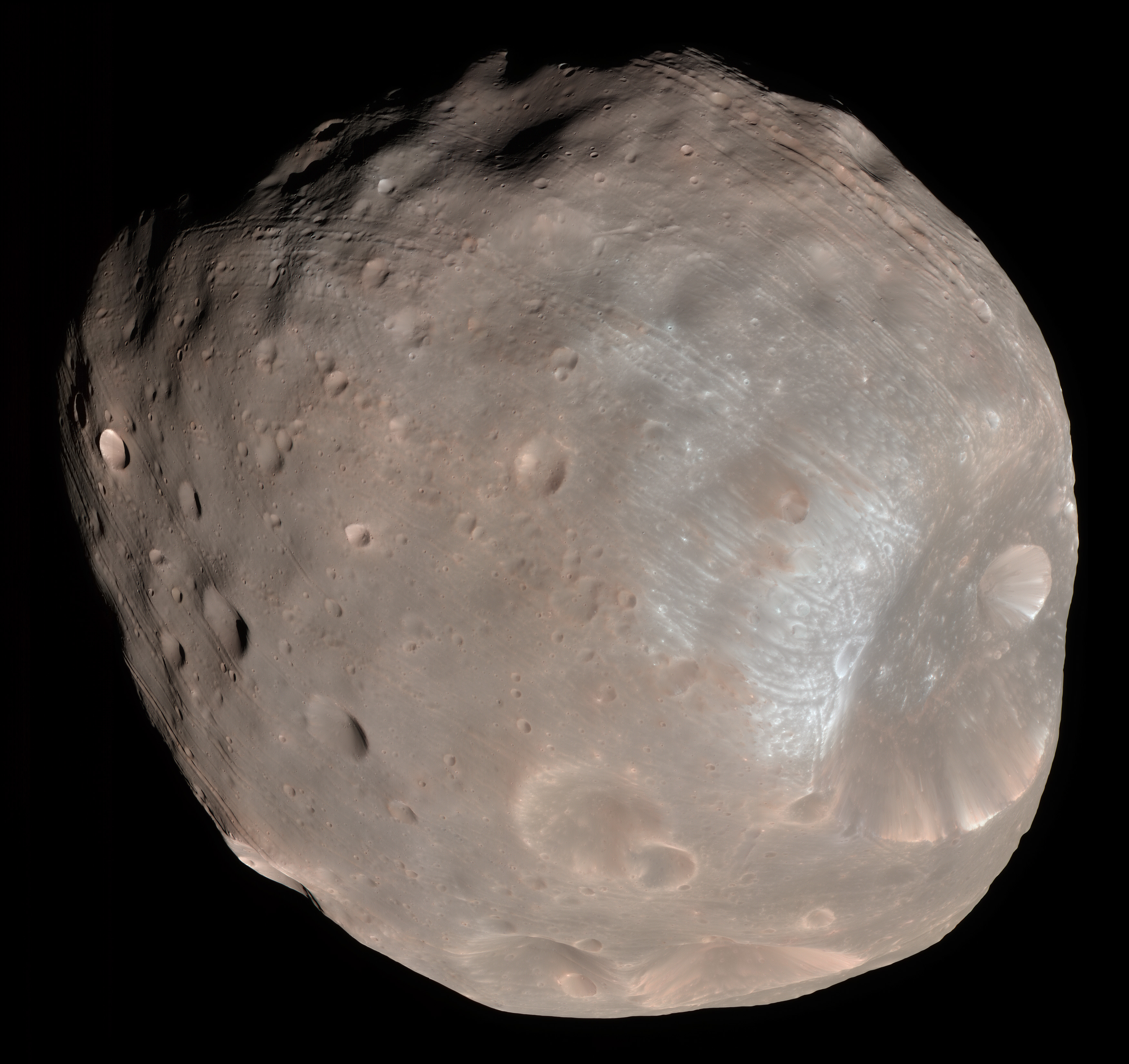
Fobos ripreso dal Mars Reconnaissance Orbiter nel 2008

Fobos-Grunt è una missione interplanetaria che prevedeva l'atterraggio di un lander sulla superficie del satellite di Marte Fobos, la raccolta di un campione del suolo di circa 200 g e il suo trasporto sulla Terra. La missione doveva condurre inoltre osservazioni dettagliate di Marte e dell'ambiente circum-marziano dall'orbita. Infatti, doveva essere monitorata l'atmosfera del pianeta e seguito l'andamento delle tempeste di sabbia; dovevano essere condotte misurazioni del quantitativo di radiazioni, di gas ionizzato e della percentuale di polveri presenti in orbita.
Ci si attendeva che la missione fornisse indizi sull'origine dei satelliti di Marte e la loro relazione con il pianeta e ulteriori informazioni sul ruolo svolto dagli impatti di asteroidi nella formazione dei pianeti terrestri.
La missione avrebbe dovuto cercare tracce di opportuni biomarcatori in grado di testimoniare la presenza di vita passata o presente e, avrebbe infine osservato l'impatto di un viaggio interplanetario della durata di tre anni su un campione di microrganismi estremofili. La sonda aveva con sé, per riportarla sulla Terra, una capsula sigillata, indicata come Living Interplanetary Flight Experiment o LIFE, sviluppata con la Planetary Society.

## Sviluppo

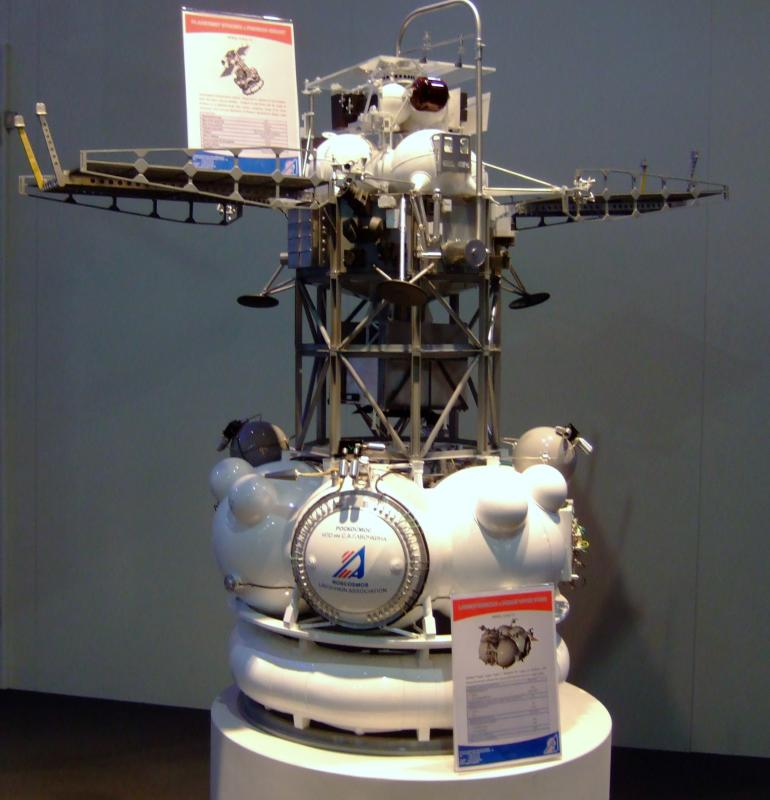
Un modello di Fobos-Grunt presentato durante il Cebit 2011

Lo sviluppo della missione ha avuto inizio nel 1999, quando l'Istituto russo di ricerche spaziali e la NPO Lavochkin - la principale industria aerospaziale sovietica e poi russa - avviarono uno studio di fattibilità da 9 milioni di rubli su una missione che prevedesse appunto il recupero e il trasporto sulla Terra di campioni del suolo da Fobos. Il progetto iniziale della sonda avrebbe dovuto essere simile alle sonde del Programma Phobos, lanciate alla fine degli anni ottanta.
Lo sviluppo vero e proprio della sonda iniziò nel 2001 e il progetto preliminare fu completato nel 2004. Per anni il progetto era rimasto in stallo come conseguenza della riduzione dei finanziamenti operata sul programma spaziale russo. Nell'estate del 2005 fu pubblicato un nuovo piano governativo per le attività spaziali negli anni 2006-2015 e la missione venne indicata come una delle principali. Con un incremento sostanziale nel finanziamento, il lancio fu programmato per l'ottobre del 2009. Il progetto iniziale del 2004 fu rivisto un paio di volte e partner internazionali furono invitati a unirsi a esso. Nel giugno del 2006, la NPO Lavochkin diede notizia che aveva iniziato a costruire e testare dei prototipi dell'equipaggiamento della sonda.
Il 26 marzo 2007, la Russia e la Cina firmarono un accordo di cooperazione sull'esplorazione di Marte che includeva il lancio congiunto con Fobos-Grunt della prima sonda interplanetaria cinese, la Yinghuo-1. Questa sarebbe pesata 115 kg e si sarebbe focalizzata sullo studio del pianeta rosso. La guida nella fase di crociera sarebbe stata affidata a Fobos-Grunt che avrebbe infine rilasciato la Yinghuo-1 in orbita marziana.
A causa di ritardi nello sviluppo della sonda, non fu possibile lanciarla nell'ottobre del 2009. Alcuni funzionari avevano ammesso che la tabella di marcia era molto serrata, ma avevano comunque espresso la speranza di riuscire infine a completare lo sviluppo anche all'ultimo momento per riuscire a lanciare la sonda nei tempi indicati. Il 21 settembre fu dato infine annuncio che la missione avrebbe dovuta essere rimandata alla finestra di lancio seguente, ovvero al novembre del 2011.
Furono principalmente le difficoltà incontrate durante lo sviluppo del computer di bordo della sonda a determinare l'accumulo di ritardi che condusse infine al rinvio del lancio. La compagnia moscovita Tehkhom fornì l'hardware nei tempi previsti, ma la squadra responsabile dell'integrazione e dello sviluppo del software all'interno della NPO Lavochkin impiegò più tempo del previsto per completare il proprio lavoro. Le dimissioni di Valeriy N. Poletskiy dalla direzione della NPO Lavochkin nel gennaio del 2010 furono imputate anche ai ritardi di Fobos-Grunt. Al suo posto fu nominato Viktor Khartov. Durante il tempo aggiuntivo che così si rese disponibile, fu aggiunta alla sonda una perforatrice di costruzione polacca quale meccanismo di riserva per l'estrazione del campione di suolo.

## Panoramica della missione

### Fase di trasferimento

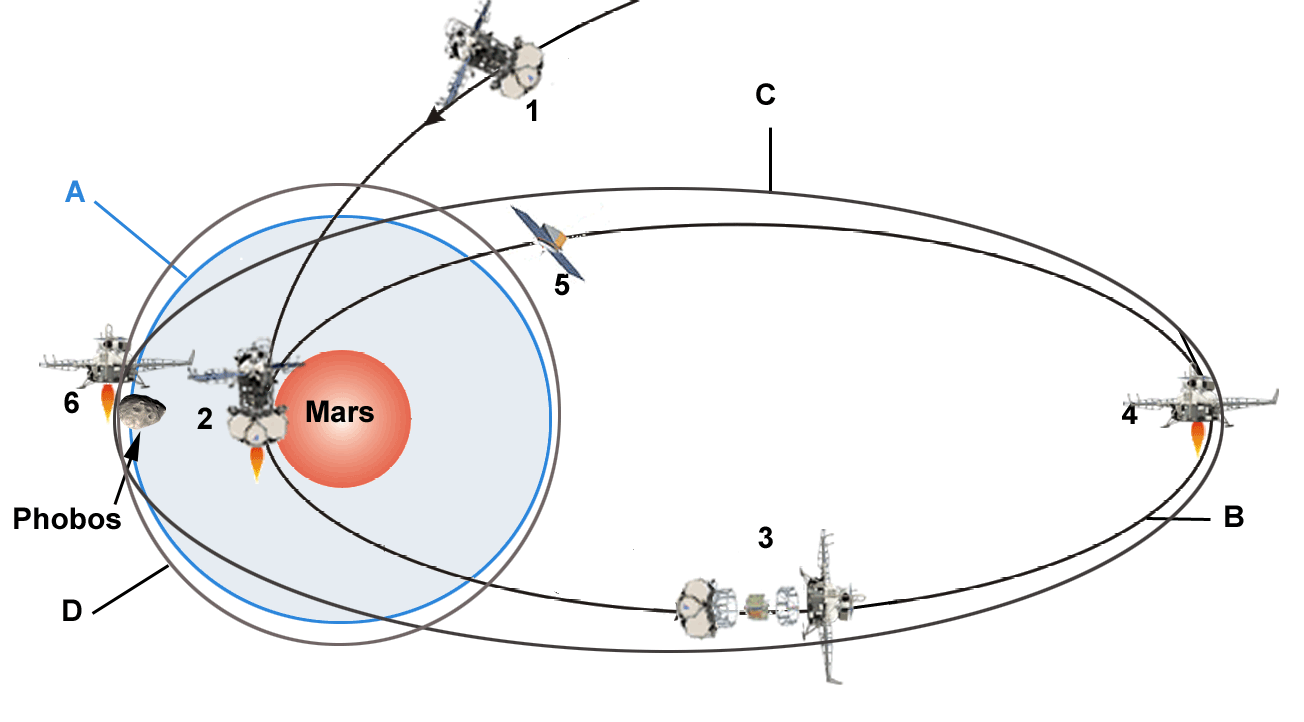
Manovre in prossimità di Marte

Dopo il lancio, la missione avrebbe impiegato circa dieci mesi per raggiungere Marte (ottobre 2012). Entrata in orbita marziana, si sarebbe verificata la separazione tra il motore principale e la struttura reticolare di sostegno, permettendo il rilascio dell'orbiter cinese. Fobos-Grunt avrebbe quindi trascorso alcuni mesi conducendo osservazioni dall'orbita di Marte e Fobos, prima di atterrare su quest'ultimo (febbraio 2013). Il sito d'atterraggio era stato individuato in una regione compresa tra i 5°S e i 5°N e tra 230° e 235°E.

### Su Fobos
La raccolta dei campioni del suolo avrebbe avuto inizio subito dopo il contatto con la superficie per una durata prevista di 2-7 giorni e sarebbe stata affidata a un braccio robotico in grado di raccogliere oggetti dalle dimensioni massime di 1,3 cm di diametro. L'appendice di presa era realizzata da un elemento di forma tubolare in posizione di riposo, ma in grado di aprirsi in modo da agire come una pinza. Attraverso un pistone, infine, il campione raccolto sarebbe stato sospinto entro un contenitore cilindrico. Entro il contenitore, un fotodiodo sensibile alla luce avrebbe confermato la presenza del campione e quindi il successo dell'operazione; inoltre, avrebbe permesso di osservare l'area scavata dallo strumento. La procedura di raccolta avrebbe potuto essere ripetuta per 15-20 volte, al fine di raccogliere un quantitativo di materiale compreso tra 85 e 160 g. Il contenitore sarebbe stato quindi caricato dentro una capsula, che a sua volta sarebbe stata spinta - lungo un condotto speciale - entro il modulo di discesa per mezzo di un attuatore pneumatico (una membrana elastica).
Poiché le caratteristiche del suolo di Fobos rimangono sconosciute, il lander era dotato di un secondo dispositivo per la raccolta dei campioni. Nel caso in cui il terreno si fosse rivelato troppo roccioso, sarebbe stata attivata una perforatrice di costruzione polacca.
Il modulo di ritorno si sarebbe trovato sulla sommità del lander e, per sfuggire alla gravità di Fobos, avrebbe dovuto accelerare fino a raggiungere una velocità di 35 km/h. Per evitare che l'accensione dei razzi potesse danneggiare gli strumenti scientifici a bordo del modulo sottostante, che avrebbe funto da piattaforma di lancio, era previsto un sistema a molle in grado di sollevare il modulo a una distanza di sicurezza. Una volta in orbita, sarebbero quindi iniziate le manovre che avrebbero portato la capsula a raggiungere la Terra nell'agosto del 2014. Era stata inoltre implementata una modalità d'emergenza che, in caso di interruzione delle comunicazioni, avrebbe permesso il lancio in automatico della capsula.
Il modulo rimasto sulla superficie avrebbe continuato la caratterizzazione del suolo di Fobos per un altro anno. Lo stesso braccio robotico avrebbe continuato la raccolta di campioni che, questa volta, sarebbero stati accumulati in una camera dove, previo riscaldamento, ne sarebbe stato analizzato lo spettro. L'analisi avrebbe potuto rilevare la presenza di sostanze volatili quali l'acqua. Per evitare che il lander potesse perdere potenza, sarebbe stata seguita un'opportuna sequenza di accensioni e spegnimenti.

### Ritorno dei campioni a Terra

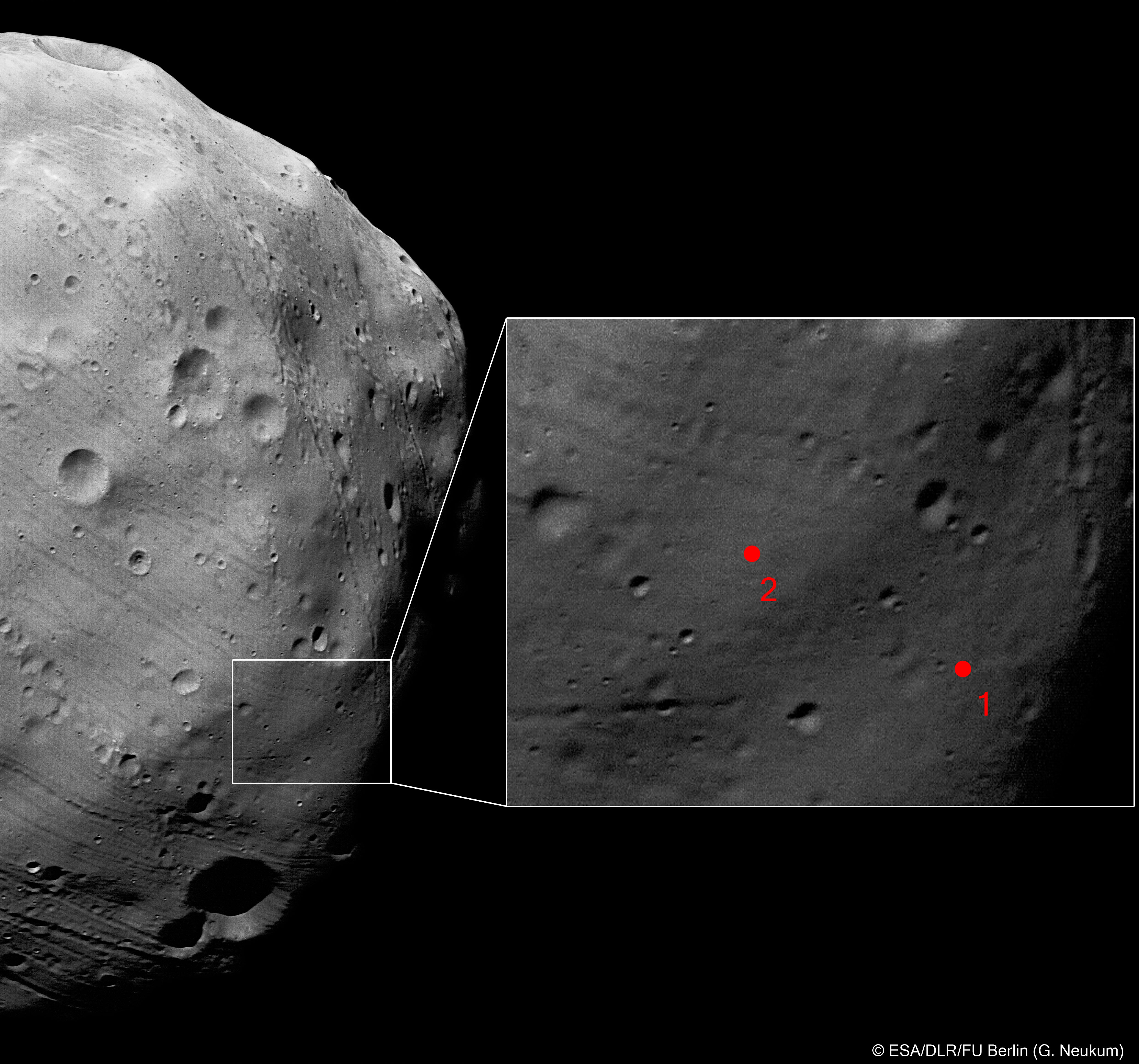
In questa immagina ripresa dalla sonda europea Mars Express sono evidenziati i siti in cui avrebbe potuto atterrare Phobos-Grunt

Il veicolo contenente i campioni avrebbe dovuto raggiungere la Terra nell'agosto del 2014. Il modulo di discesa, dal peso di 11 kg, avrebbe quindi diretto verso il pianeta la capsula contenente i campioni, che sarebbe penetrata nell'atmosfera con una velocità di 12 km/s. La capsula sarebbe stata rallentata a 30 m/s dalla resistenza aerodinamica, prima di precipitare senza paracadute nel poligono di prova di Sary Shagan, in Kazakistan. Il veicolo non sarebbe stato dotato, inoltre, di alcuna apparecchiatura radio, ma la sua traiettoria sarebbe stata seguita attraverso osservazioni radar e ottiche dalla superficie.

## Operazioni

### Lancio della sonda e fallimento della missione
Il lancio è avvenuto l'8 novembre 2011 alle 20:16 GMT, a bordo di un razzo Zenit. Raggiunta un'orbita di parcheggio, l'accensione di un ulteriore stadio avrebbe dovuto trasferire la sonda su un'orbita interplanetaria alla volta di Marte, ma la manovra è stata impedita da un malfunzionamento del sistema propulsivo del vettore. Il difetto, secondo Therry Legault, che il 1º gennaio 2012 è riuscito a fotografare la sonda, sarebbe stato dovuto al cattivo orientamento assunto, che avrebbe impedito ai pannelli solari di ricevere la luce necessaria ad alimentare i sistemi elettronici di bordo. La sonda è rimasta in orbita attorno alla Terra in attesa che gli ingegneri del controllo missione valutassero possibili soluzioni in grado di permetterne il proseguimento.
La sonda è rientrata nell'atmosfera il 15 gennaio 2012 precipitando nell'Oceano pacifico al largo delle coste cilene.

## Compartecipazioni internazionali
Anatoly Perminov, direttore dell'Agenzia Spaziale Russa, ha annunciato nel settembre del 2006 che Russia e Cina stavano valutando l'opportunità di un accordo per l'esplorazione congiunta del pianeta rosso. L'accordo, firmato nel marzo del 2007, prevedeva la realizzazione di un orbiter di fabbricazione cinese, Yinghuo-1, che avrebbe raggiunto Marte a bordo della sonda Fobos-Grunt. La navigazione sarebbe stata affidata alla sonda russa, che avrebbe rilasciato l'orbiter subito dopo l'inserzione in orbita marziana.
Un secondo carico utile (payload) cinese, il Soil Offloading and Preparation System (SOPSYS), era integrato nella strumentazione del lander. SOPSYS comprendeva una macina operante in microgravità sviluppata dall'Università politecnica di Hong Kong.
A bordo della sonda era trasportata una capsula contenente tre tipologie di microrganismi. Lo scopo dell'esperimento, indicato come Living Interplanetary Flight Experiment (LIFE) e finanziato dalla Planetary Society, sarebbe stato quello di comprendere gli effetti del viaggio nello spazio della durata di tre anni - dalla Terra a Marte e ritorno - su tali organismi e testare, quindi, alcuni aspetti della teoria della transpermia, che prevede che la vita possa viaggiare da pianeta a pianeta, ad esempio attraverso rocce lanciate nello spazio in seguito all'impatto di un asteroide sulla superficie planetaria.
Inoltre, era previsto il trasporto di due lander marziani sviluppati dall'istituto Meteorologico Finlandese (Ilmatieteen laitos), precursori di un'estesa rete di sensori al suolo per l'esplorazione dell'atmosfera di Marte indicata come MetNet. A causa dei ritardi nello loro sviluppo, i due lander non furono pronti per essere lanciati nel 2009.